# Loughor (rzeka)
Loughor (ang. River Loughor, wal. Afon Llwchwr) – rzeka w południowo-zachodniej Walii, w hrabstwie Carmarthenshire, w dolnym biegu wyznaczająca granicę z hrabstwem Swansea.
Rzeka wypływa z jaskini Llygad Llwchwr, na zachodnim zboczu masywu Black Mountain, w obrębie parku narodowego Brecon Beacons. Płynie w kierunku południowo-zachodnim. Położone są nad nią miasta Ammanford, Pontarddulais, Hendy, Llangennech i Loughor. Za tym ostatnim rzeka tworzy estuarium, rozdzielające półwysep Gower (na południu) od stałego lądu. Uchodzi nim do zatoki Carmarthen (Kanał Bristolski). Na północnym wybrzeżu estuarium położone są miasta Llanelli i Burry Port.